# Hors-d'œuvre
«  Hors-d'œuvre (cuisine) » redirige ici. Ne pas confondre avec Hors-d'œuvre (architecture).

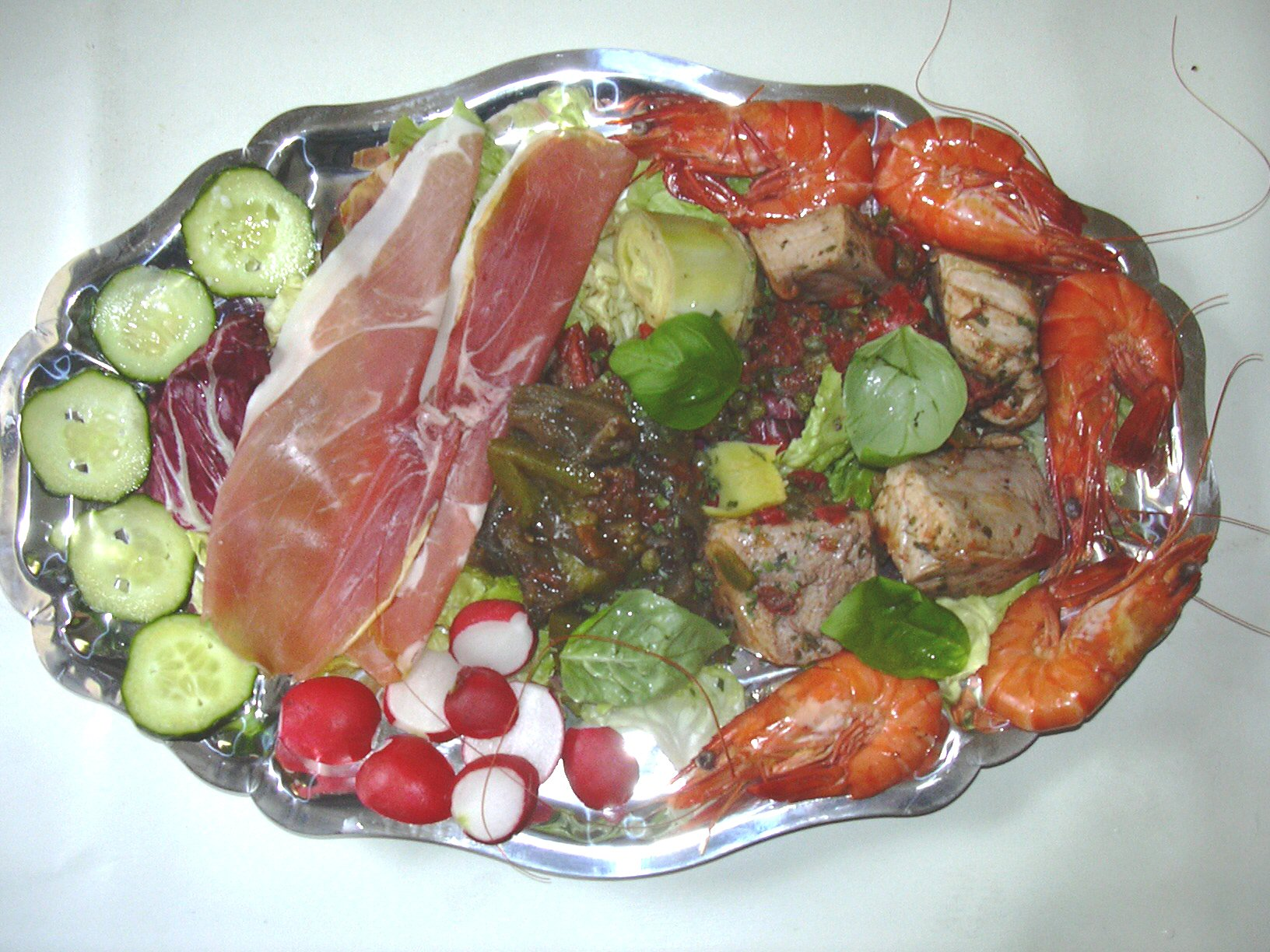
Antipasto italien.

Le hors-d'œuvre (parfois orthographié « hors d'œuvre ») est, dans le repas occidental classique, le plat servi en deuxième, avant le potage. Il s'agit le plus souvent d’un mets délicat servi en petites pièces[pas clair]. Depuis le milieu du XXe siècle, le nombre de plats d'un repas a fortement diminué, et les termes « hors-d'œuvre » et « entrée » ont tendance à se confondre. Il y a un siècle, l'entrée correspondant au début des repas actuels venait en quatrième position après le relevé.

## Origine

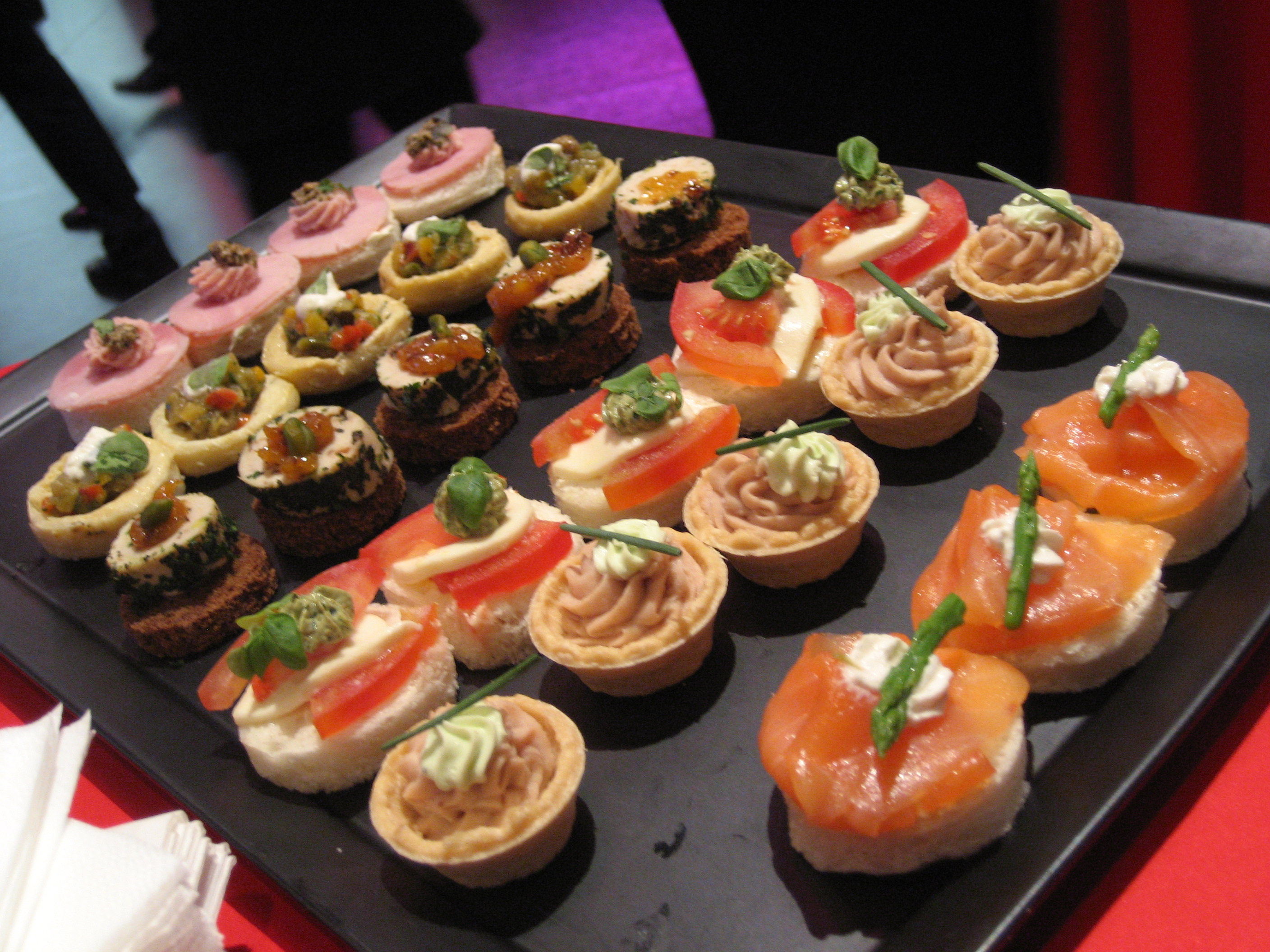
Plateau de canapés, une forme de hors-d'œuvre.

Un petit nombre de critiques gastronomiques pensent que la tradition a peut-être commencé en Russie, où les petits en-cas de poisson, de caviar et de viande étaient courants après de longs voyages. Cependant, il se peut que la coutume soit née en Chine, et qu'elle soit passée par les steppes, en Russie, en Scandinavie, en France et dans d'autres pays européens. La tradition a peut-être atteint l'Italie, la Grèce et les Balkans par la Russie ou la Perse. De nombreuses coutumes nationales sont liées, notamment le smörgåsbord suédois, le zakouski russe, le mezzé moyen-oriental et l'antipasto italien. Durant la période romaine, les repas consistaient en deux plats principaux qui étaient complétés avant le repas par de petites quantités de poisson, de légumes, de fromages, d'olives et même des lormes[Quoi ?] farcis. Ceux-ci étaient servis au début du repas connu sous le nom de gustatio ou promulsis. Les Grecs appelaient le plat d'entrée propoma. Dès 500 CE, le Talmud de Babylone (Yoma 83b) relate la pratique consistant à donner des desserts sucrés à une personne avant le plat principal d'un repas afin de raviver ses forces et d'augmenter son appétit (araméen : מגרר גריר).

### Angleterre
La gastronomie anglaise s'est largement inspirée de celles d'autres pays, la nation étant dépendante de l'exportation. Nombre de coutumes et d’expressions britanniques ont été importées de France, comme les mots cuisine, sirloin, pastry et omelette vers le XVIIIe siècle. À la fin du XIXe et du XXe siècle, d'autres mots et plats ont été exportés de France et ont fait leur chemin en Angleterre, comme c'est le cas pour les mots « éclair », « casserole », « à la carte », « rôtisserie » et « hors-d'œuvre ».

### France
Au Moyen Âge, les repas français formels étaient servis avec des entremets entre le service des assiettes. Ces plats secondaires pouvaient être soit de véritables plats gastronomiques, soit des présentations élaborées dramatiques ou musicales. Au XIVe siècle, les recettes d'entremets étaient principalement composées de viande, de poisson et de légumes. Au XVe siècle, les présentations gastronomiques élaborées étaient servies entre les plats et pouvaient être comestibles ou représenter des thèmes pertinents pour l'hôte, créés en sculpture sur beurre ou d'autres types de travaux artisanaux. Avec l'introduction au XVIIe siècle du service à la française, où tous les plats sont disposés en une seule fois de manière très rigide et symétrique, les entremets ont commencé à changer de signification[pas clair], mais ils étaient toujours principalement composés de plats salés. Les présentations de table élaborées en argent et en céramique ont fait leur apparition, ainsi que les pièces montées. Les entremets étaient placés entre les autres plats dans l'œuvre principale du repas.
À cette période, au XVIIe siècle, des entremets moins copieux commençaient à être servis hors des assiettes de plats principaux. Ils étaient connus sous le nom de hors-d'œuvre. Les hors-d'œuvre étaient, à l'origine, de petits canapés servis avant le plat principal. La première mention de petits entremets a été faite par François Massialot en 1691, qui expliquait dans son ouvrage Le Cuisinier roïal et bourgeois que « certains plats sont servis en plus de ceux que l'on peut attendre dans la composition normale du festin ». Dans la publication française Les Plaisirs de la table, Édouard Nignon explique que les hors-d'œuvre viennent d'Asie. Il expliquera que les Français considéraient les hors-d'œuvre comme superflus dans la cuisine gastronomique. Le service à la française continua à se développer en Europe jusqu'au début du XIXe siècle. Après le XIXe siècle, le hors-d'œuvre devient presque exclusivement un plat ou un dessert délicat considéré comme « savoureux » dans la coutume britannique[pas clair].

## Par culture et langues

### Amériques
Au Mexique, les botanas sont des variétés végétariennes communément servies en petites portions dans des bars à vin. Dans nombre de pays d'Amérique centrale, les hors-d'œuvre sont connus sous le nom de bocas (lit. « plein la bouche »). Pasapalos est le mot pour « hors d'œuvre » au Venezuela.

### Asie
En arabe, moqabbelat (arabe : مقبلات sont des « choses que quelqu'un accepte tel qu'elles sont ». D'origine arabe : قبل lit. « accepter ») est le terme pour « hors d'œuvre ». En Inde, le mot est connu sous le mot chaat.
Zensai (前菜, lit. « avant le plat ») est le mot japonais pour « hors d'œuvre » ; ōdoburu (オードブル), qui est une transcription directe du mot hors d'œuvre, est plus communément utilisé,,.

### États-Unis

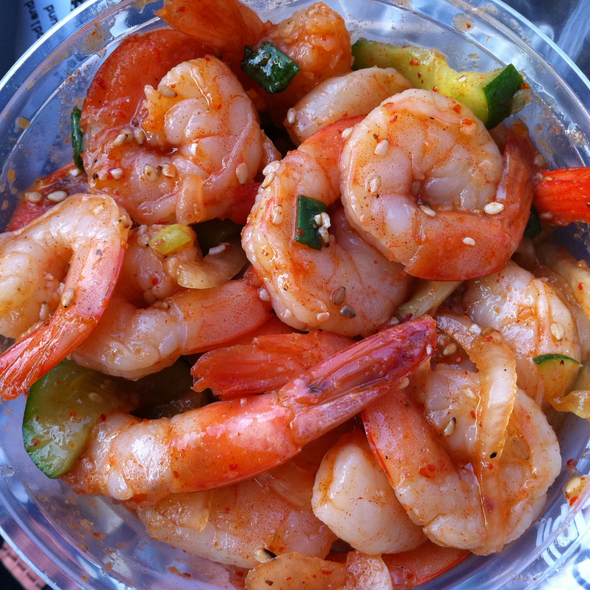
Le poke servi en salade est un hors-d'œuvre à Hawaï.

Aux États-Unis, la coutume semblerait être originaire de Californie, où des propriétaires de saloons étrangers servaient des hors-d'œuvre à leurs clients. Cette tradition se fera pour des menus avec bières à 5 cents dans l'Amérique avant que la prohibition n'efface cette coutume.
Aux États-Unis, le mot appetizer (lit. « amuse-gueule »), qui désigne tout ce qui est servi avant le plat principal, est généralement utilisé pour désigner des hors-d'œuvre. Les casse-croûtes légers servis en dehors d'un repas sont appelés hors-d'œuvres (avec le pluriel de la langue anglaise),.
En hawaïen, les hors-d'œuvre sont appelés pūpū.

### Europe
En Angleterre, les devils on horseback sont un hors-d'œuvre avec différents ingrédients, mais généralement ils sont une variante des angels on horseback, réalisé en remplaçant les huîtres par des fruits secs. La majorité des recettes contiennent une datte dénoyautée (bien que des pruneaux soient parfois utilisés). Starter est un terme familier courant pour désigner un hors d'œuvre au Royaume-Uni, en Irlande et en Inde. Les crudités de France sont un mélange de salades de crudités et la portion comporte un minimum de trois légumes de couleurs vives. En italien, antipasto signifie qu'il est servi froid sous forme d'olives, de fromage, de légumes marinés ; on trouve d'autres hors-d'œuvre similaires dans le reste de l'Europe du Sud sous des noms différents (entrada en portugais, entrante ou entremés en espagnol),, Voorgerecht en néerlandais désigne le plat (gerecht) précédant le plat principal (voor). Le fattouche est une salade de pain dans la cuisine levantine faite de morceaux de pain grillés ou frits (khubz 'arabi) combinés avec des légumes verts et d'autres légumes.

## Exemple dans un menu d'époque

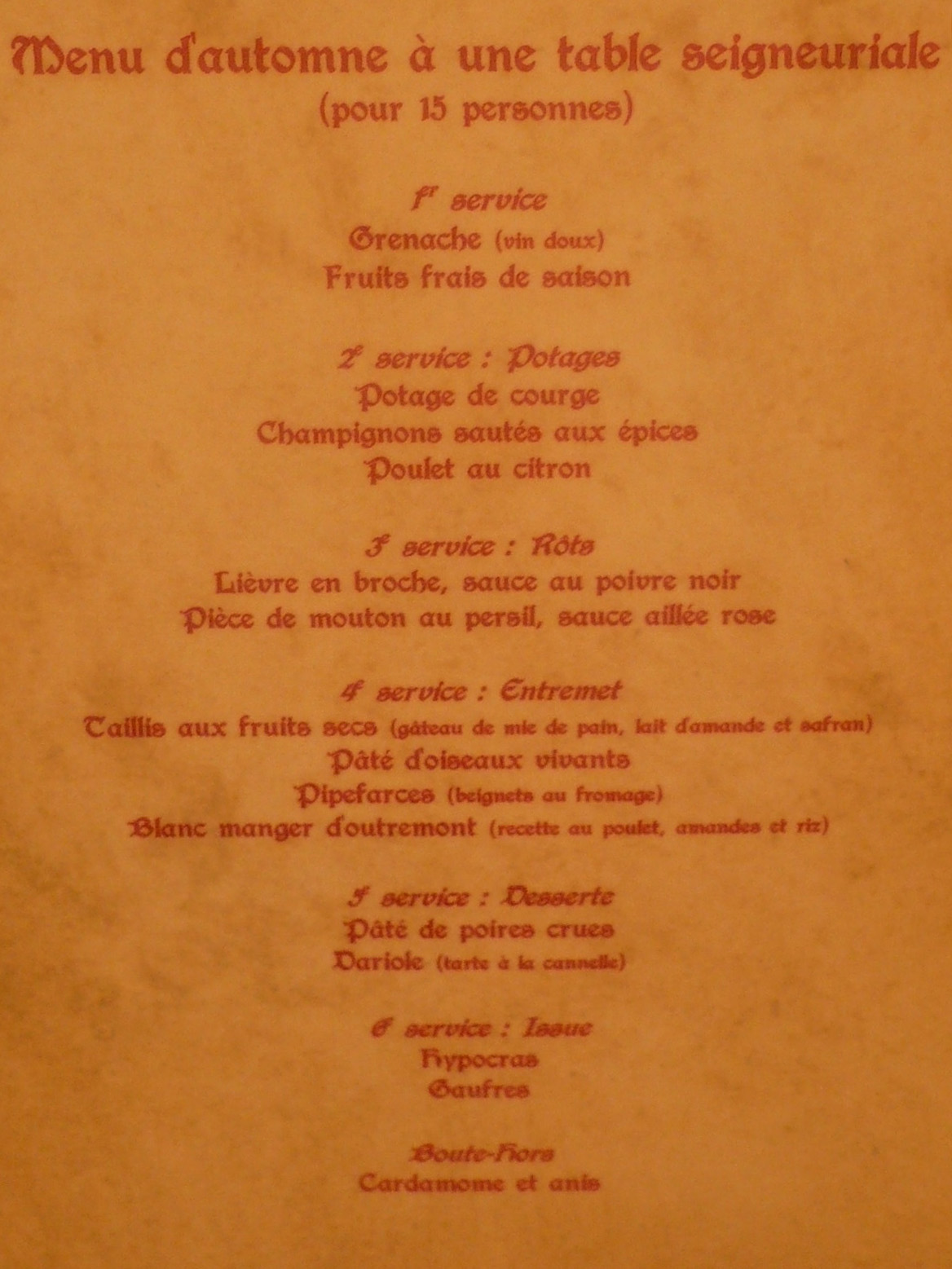
Menu d'un repas seigneurial de type médiéval.

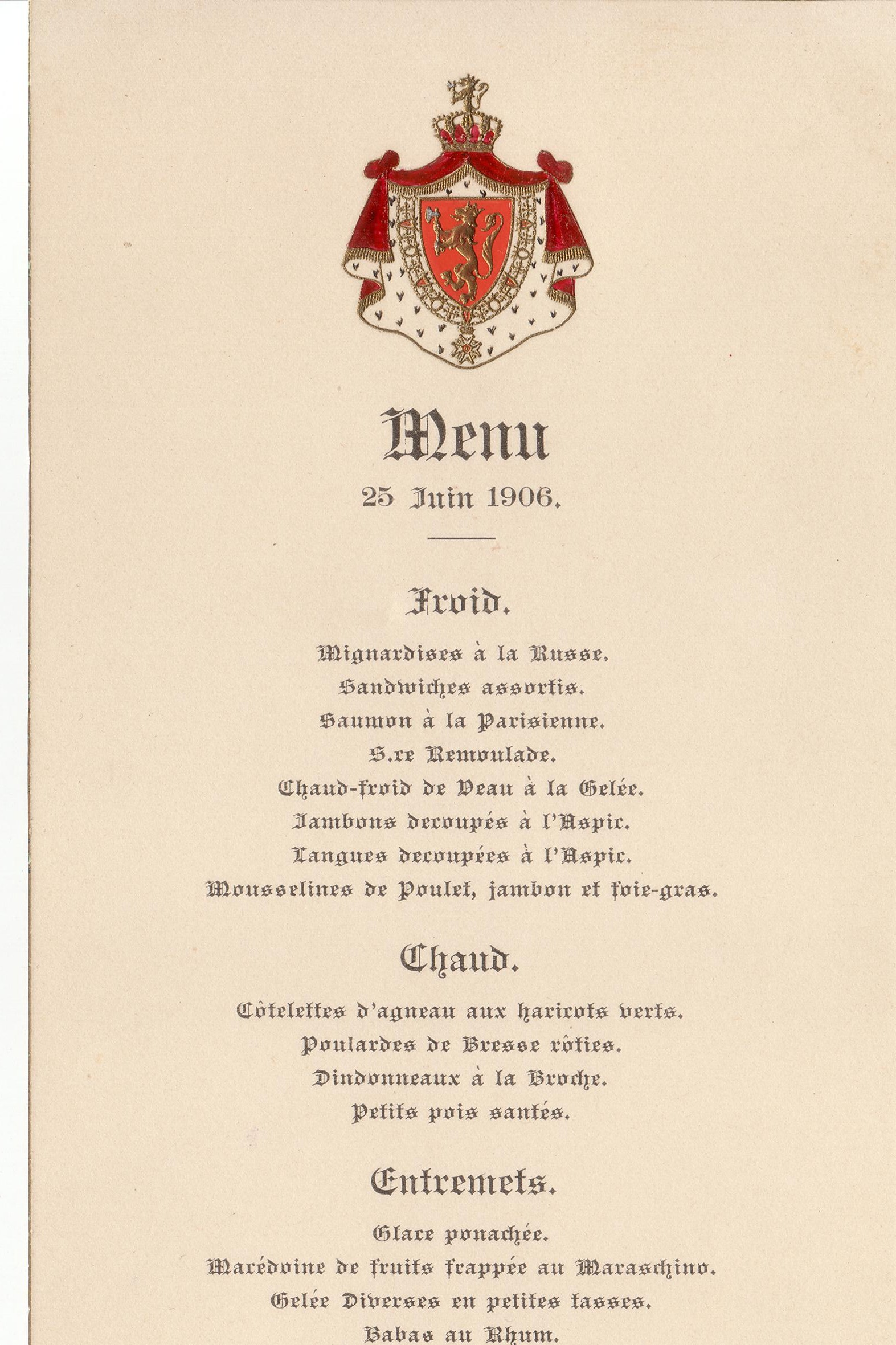
Menu du palais royal de Christiania (Oslo) avec les armoiries de la famille royale en 1906.

Voici l'exemple d'un menu où figurent des hors-d’œuvre et qui fut servi au palais impérial de Vienne le 1er mars 1884. Ce repas a été organisé par l'empereur François-Joseph, en l'honneur du roi de Naples, François II, et aux archiducs :
|                                      | Plats |
| ------------------------------------ | --- |
| Mises en bouche                      | Allumettes (biscuits salés) Canapés Rôtie |
| Potage                               | Bisque de homards Crème d’orge |
| Hors-d’œuvre                         | Petits aspics de foie gras Tartelettes de tamboff |
| Relevés                              | Longe de veau et filet de bœuf garnis Sauce béchamel et demi-glace                                                                                        |
| Entrées                              | Filets de faisans et purée de champignons Timbale milanaise aux truffes                                                                                   |
| Entremets verts (de légumes)         | Cardons à la moelle |
| Mets : rôtis (de volaille et gibier) | À la rôtissoire : poulets de Bruxelles cailles bardées |
| Salades                              | Salade et compote |
| Entremets de douceurs (desserts)     | Profiteroles au chocolat Mousse de thé |
| Boutehors                            | Vin et d'épices de chambre Fruits confits dans du sucre ou du miel Nougat de pignons Pâte de coing, noisettes ou pistaches confites Dragées et confitures |

Note
- Les « mises en bouche » qui ne sont pas considérées comme plat, sont des petits mets salés qui accompagnent l'apéritif.